# Onetwo
Onetwo ist ein im Jahr 2004 gegründetes Synthie-Pop-Projekt, bestehend aus Claudia Brücken und Paul Humphreys.

## Geschichte
Onetwo wurde 2004 von Claudia Brücken (Gesang, ehemals Propaganda) und Paul Humphreys (Keyboard, Orchestral Manoeuvres in the Dark) gegründet. Die beiden waren bis 2013 auch privat miteinander liiert. Bei Live-Auftritten kommt ein weiterer Keyboarder hinzu, gelegentlich auch ein vierter, der Keyboard und/oder Gitarre spielt. Der erste Live-Auftritt fand Ende September 2004 in London statt.
In die Musik fließen nicht nur Elemente aus der Musik der früheren (bzw. anderen) Bands der Mitglieder ein, sondern auch ein großer Anteil 80er-Jahre-Pop, Kraftwerk-artiger Electronic und Trance. Titel von Propaganda gehören ebenso zum Programm wie von Orchestral Manoeuvres in the Dark.
Für die Veröffentlichung ihrer ersten EP Item gründeten sie das eigene Plattenlabel There(there). Den darauf enthaltenen Titel Cloud 9 schrieb Claudia Brücken gemeinsam mit Martin Gore von Depeche Mode, der darin auch mit seinem typischen Gitarrenstil zu hören ist.
Nach einer kurzen Solotour traten Onetwo 2007 im Vorprogramm von Erasure auf deren Tour Light at the End of the World auf. Im November und Dezember desselben Jahres waren sie auf einer Kurztour in Europa erneut mit einem Soloprogramm unterwegs.

## Diskografie
- 2004: Item (EP)
- 2007: Remixed (12"-Vinyl)
- 2007: Cloud Nine (Single)
- 2007: Instead (Album)